# 中達也
中 達也（なか たつや、1964年5月29日 - ）は、日本の空手家（日本空手協会七段）。東京都小石川出身。日本空手協会（JKA）総本部師範、同協会総務部次長を務める。

## 来歴
弟が空手をやっていた事をきっかけに、13歳から全日本空手道連盟和道会に入門し空手を開始。高校時代には目黒高校空手道部、大学時代には拓殖大学空手道部に所属。その後、日本空手協会の研修生（第28期卒業）となる。現在は、日本空手協会大志塾（NPO法人伝統空手道協会大志塾）や拓殖大学空手部総監督として、後進の指導に当たっている。
バンダイナムコエンターテインメントのゲームソフト『鉄拳7』に登場するリディア・ソビエスカのモーションキャプチャを務めた。

## 戦歴
- 目黒高校・拓殖大学時に優勝・入賞回数多数（全日本・東日本・関東大会・東京都大会等）
- 日本空手協会　第35回全国大会個人組手　優勝[2]
- 日本空手協会　第43回全国大会個人組手　第3位[2]
- 日本空手協会　第4回松涛杯世界大会個人組手　第3位[2]

## DVD
- 『中達也のベスト空手 中丹田操作による運胴』（チャンプ、2009年）
- 『中達也のベスト空手2 武道空手身体操作奥伝』（チャンプ、2010年）
- 『ENTER OF BUDO KARATE』（東映、2015年）
- 『JKA WORLD』（東映、2015年）
- 『GREAT JOURNEY OF KARATE』（東映、2016年）
- 『Kuro-obi Dream』（東映、2016年）
- 『GREAT JOURNEY OF KARATE2』（東映、2017年）
- 『大いなる遺産～空手の流儀～GREAT LEGACY OF KARATE』（東映、2017年）
- 『GREAT JOURNEY OF KARATE3』（東映、2018年）
- 『GREAT JOURNEY OF KARATE 4』 』（東映、2019年）
- 『大いなる遺産 3 ～武術の旅人』（東映、2019年）

## 映画
- 『黒帯 KURO-OBI』（バンダイビジュアル、2008年）
- 『ハイキック・ガール!』（ソニー・ピクチャーズエンタテインメント、2009年）
- 『KG カラテガール』（東映、2011年）

## その他
- モーションキャプチャー(鉄拳7 リディア・ソビエスカ、2021年)